# Crossover (Cross/Banks)
Crossover is een studioalbum van  David Cross en Peter Banks.
De eerste kennismaking tussen beide musici vond plaats in maart 2006, toen de band van Cross een aantal optredens verzorgde met Harmony in Diversity van Banks. Banks kwam vervolgens vier jaar later naar de geluidsstudio van Cross om er samen met hem een aantal improvisaties op te nemen. Aan de hand van die opnamen besloot Cross in overleg met zijn producer en beheerders van de muzikale erfenis van Banks (overleden in 2013) die opnames te vervolmaken. Daartoe werden musici ingeschakeld uit King Crimson (waar Cross in een ver verleden deel uitmaakte) en Yes (waar Banks in een ver verleden deel uitmaakte), waarbij de opdracht was het oorspronkelijk idee in ere te houden. Het album werd januari uitgegeven door Noisy Records; het privélabel van Cross. Door de basisopzet bevat het album een mengeling van allerlei muziekstijlen van ambientachtige soundscapes tot experimentele muziek met jazzrockinvloeden.
Of de titel verwijst naar een mengeling van muziekstijlen (crossover) is onbekend.

## Musici
- David Cros – viool
- Peter Banks – gitaar

Met
- Billy Sherwood – basgitaar (track 2, 6) uit Yes
- Geoffrey Downes – toetsinstrumenten (track 1) uit Yes
- Tony Kaye – hammondorgel (track 2, 7) uit Yes
- Oliver Wakeman – Fender Rhodes (track 2,6), piano (2), Moog (2,6), synthesizer (3), stringsynthesizer (6), orgel (6) uit Yes
- Jeremey Stacey – drumstel (tracks 1, 7) uit King Crimson
- Jay Schellen drumstel (track 2) uit Yes
- Pat Mastelotto – drumstel (track 6), drummachine (6) uit King Crimson
- Randy Raine-Reusch – etnische/oosterse muziekinstrumenten
- Andy Jackson – geluidseffecten (track 4), oorspronkelijk geluidstechnicus bij onder andere Pink Floyd
- Tony Lowe - allerlei aanvullende muziekinstrumenten

## Muziek
| Nr. | Titel                | Duur |
| --- | -------------------- | ---- |
| 1.  | Rock to a hard place | 9:12 |
| 2.  | Upshift              | 8:21 |
| 3.  | The smile frequency  | 5:17 |
| 4.  | The work within      | 4:28 |
| 5.  | Missing time         | 4:10 |
| 6.  | Plasma Drive         | 6:05 |
| 7.  | Laughing strange     | 7:23 |
| 8.  | Crossover            | 4:40 |